# 阿察赤
阿察赤，蒙古人，元朝政治人物、状元。
原为定海县（今中華人民共和國浙江省舟山市）达鲁花赤。泰定四年（1327年），登右榜状元，授翰林国史院修撰。后事不详。